# モゴール語
モゴール語は、アフガニスタンのヘラート州に居住するモゴール人が使用するモンゴル系の言語。

## 概要
クンドゥル（Kundur）とカレジムッラ（Karez-i-Mulla）という2つの村の間で、13世紀にアフガニスタンの北西部に駐屯したチンギス・ハンの軍に起源を持つとされるモゴール人が使用している。音韻、形態、文法がペルシア語の影響を強く受けており、このことから中央アジアにおけるクレオールともされる。独自の文字はなく、モンゴル語の詩文はアラビア文字で表記される。また、6種類の母音（i, e, a, u, o, ɔ）と23種類の子音（p, b, f, w, m, t, d, s, z, n, l, r, t͡ʃ, d͡ʒ, ʃ, ʒ, j, k, g, ʀ, ʔ, q, h）がある。